# Komet Smirnova-Černih
Komet Smirnova-Černih (uradna oznaka je 74P/Smirnova-Chernykh) je periodični komet z obhodno dobo okoli 8,5 let. Komet pripada Enckejevemu tipu kometov. 

## Odkritje
Komet sta odkrila 4. marca 1975 ruska astronomka Tamara Mihajlovna Smirnova in ruski astronom  Nikolaj Stepanovič Černih.